# Arhopalus pinetorum
Arhopalus pinetorum là một loài bọ cánh cứng trong họ Cerambycidae.